# Pseudochazara droshica
Pseudochazara droshica är en fjärilsart som beskrevs av Robert Christopher Tytler 1926. Pseudochazara droshica ingår i släktet Pseudochazara och familjen praktfjärilar. Inga underarter finns listade i Catalogue of Life.